# 雁山植物园
雁山植物园（又称桂林植物园）位于广西桂林市南郊雁山区，占地面积67公顷，是中国科学院十大植物园之一。植物园可供游客参观，供学生和科研机构进行科学研究。

## 印象
雁山植物园已建成裸子植物区，棣门苏铁区，藤本植物区，药用植物区，花卉盆景区珍稀濒危植物园，木兰园。收集了世界各地及国内部分省区的共2100多种植物，有药用植物、经济植物和观赏植物，研究价值较高的有银杉，金花茶，特种经济植物八角、苦丁茶。其中的北美红杉是美国总统尼克松送给中国的。
“雁山四宝”也在园内：方竹、红豆、丹桂、绿梅。建设中的专类园有杜鹃园，桂花园，竹园，银杉园等。 

## 历史
雁山植物园始建于一九五八年。